# 티아나 알렉산드라

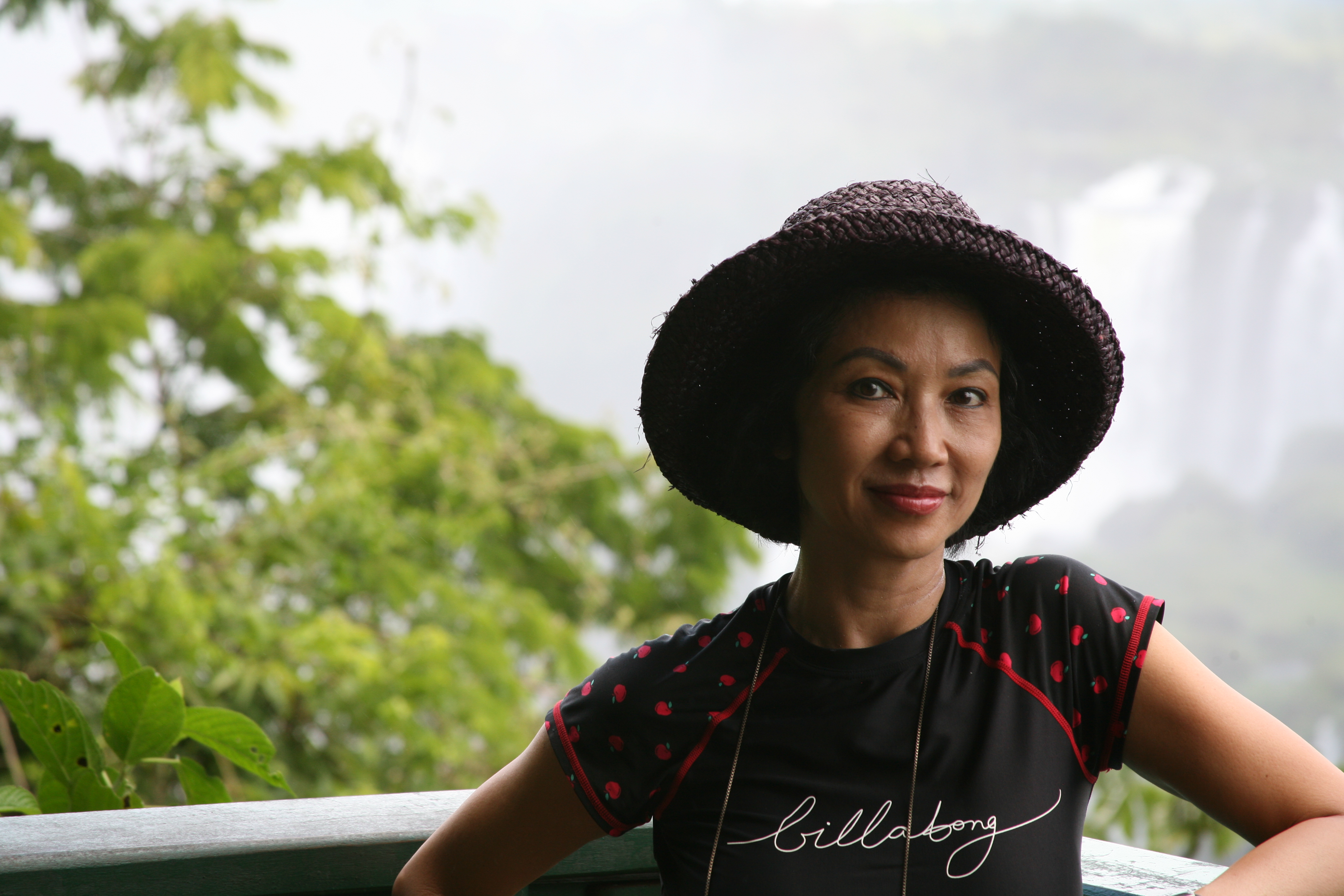

티아나 알렉산드라(Tiana Alexandra, 1961년 8월 11일 ~ )는 미국의 배우, 영화 감독, 영화배우이다.
호찌민시에서 태어났다.

## 영화
- 프럼 헐리우드 투 하노이 (1993년)
- 부에노스 아이레스 커넥션 (1987년)
- 펄(영어판) (1978년)
- 킬러 엘리트 (1975년) - 토미 역